# Maricica Țăran
Maricica Titie Țăran, po mężu Iordache (ur. 4 stycznia 1962 w Gherța Mică) – rumuńska wioślarka reprezentująca także Niemcy, mistrzyni olimpijska i trzykrotna medalistka mistrzostw świata.

## Kariera
W 1984 roku wystąpiła na igrzyskach olimpijskich w Los Angeles, podczas których wzięła udział w jednej konkurencji – czwórce podwójnej ze sternikiem. Rumuńska ekipa, w skład której poza Ţăran weszły Anișoara Sorohan, Ioana Badea, Sofia Corban i Ecaterina Oancia, zdobyła złoty medal olimpijski. W finale o 1,46 sekundy wyprzedziły osadę USA i o 1,91 sekundy osadę Danii.
W czwórkach podwójnych zdobyła także srebro na mistrzostwach świata w Nottingham (1986) i brąz na mistrzostwach świata w Hazewinkel (1985).
W 1987 roku wystąpiła o azyl w Republice Federalnej Niemiec. W barwach niemieckich wystąpiła podczas mistrzostw świata w Bledzie (1989), kiedy to zajęła czwarte miejsce w jedynkach. W tej samej konkurencji zdobyła brązowy medal mistrzostw świata w Tasmanii (1990).